# TTV Gönnern
TTV Gönnern is een Duitse tafeltennisclub uit Gönnern die op 23 november 1966 werd opgericht. Haar hoogste mannenteam won zowel in het seizoen 2004/05 als in 2005/06 de European Champions League (als TTV RE-BAU Gönnern). Het versloeg in beide finales het Belgische Royal Villette Charleroi, dat de voorgaande vier edities op haar naam schreef. De eerste keer viel de beslissing pas na het tellen van het aantal gewonnen games (18-13), nadat beide teams hun thuiswedstrijd in de dubbele ontmoeting met 3-1 wonnen.

## Historie
Gönnern werd oorspronkelijk opgericht als turnvereniging, waarna het een jaar later ook tafeltennis in competitieverband aan ging bieden. De club promoveerde in 1996 als TV Müller Gönnern voor het eerst naar het hoogste niveau in Duitsland, de Bundesliga. Hoewel de club van 1997/98 tot en met 2005/06 de naam TTV RE-BAU Gönnern voerde, heet ze sindsdien weer TTV Gönnern, omdat het sponsorcontract door RE-BAU niet meer verlengd werd. Met het verdwijnen van de sponsor verdween ook het topsportklimaat bij Gönnern.
Gönnern won in 1997 en 2002 de Duitse nationale beker. De club werd zowel in 2001 als in 2002 tweede in de Bundesliga, beide keren achter TTC Zugbrücke Grenzau.

## Selectiespelers
Onder meer de volgende spelers speelden minimaal één wedstrijd voor het vertegenwoordigende team van Gönnern:
| - Öyvind Aas - Patrick Baum - Timo Boll - Zoltan Fejer-Konnerth - Antonín Gavlas | - Slobodan Grujić - Danny Heister - Dmitri Mazoenov - Jörg Roßkopf | - Nico Stehle - Toshio Tasaki - Wu Chih-chi - Zengcai Xu |